# Isigny-sur-Mer
Pour les articles homonymes, voir Isigny.
Isigny-sur-Mer est une commune française, située dans le département du Calvados en région Normandie, peuplée de 3 549 habitants (les Isignais).

## Géographie
Situé au fond de la baie des Veys, le territoire d'Isigny-sur-Mer est bordé à l'ouest par la Vire et au nord par son ultime affluent, l'Aure, qui arrose le bourg. La commune fait partie du parc naturel régional des Marais du Cotentin et du Bessin à l'exception des communes déléguées de Castilly et Les Oubeaux.

### Hydrographie
La commune est située dans le bassin Seine-Normandie. Elle est drainée par la Vire, l'Aure, l'Elle, le ruisseau du Moulin d'Annebey, le ruisseau de Corainville, un bras de l'Elle, le ruisseau Cocrel, le cours d'eau 01 de la Rosière, le Coudray, le fossé 01 du Bois du Parc, le fossé 02 du Bois du Parc, le canal 01 de la commune d'Isigny-sur-Mer, le canal 01 de l'ancienne Gare, le canal 02 de la commune d'Isigny-sur-Mer, le canal 01 de la Halte du Vey, le canal 01 des Polders, le Tranchée des Terres, le canal 01 du Marais Suhard, le fossé 01 de la Ferme du Bois d'Elle, le ruisseau de la Fontaine Carabin, le ruisseau de Corainville, un bras de l'Aure, l'Aure, le ruisseau de la Bellaie, le fossé 08 de la Fosse, le fossé 01 de Vendôme, le fossé 01 de la commune d'Isigny-sur-Mer, le fossé 01 du Hameau de la Madeleine et divers autres petits cours d'eau,.
La Vire, d'une longueur de 128 km, prend sa source dans la commune de Vire Normandie et se jette  dans la baie de Seine en limite d'Osmanville et de Carentan-les-Marais, après avoir traversé 27 communes.
L'Aure, d'une longueur de 82 km, prend sa source dans la commune de Caumont-sur-Aure et se jette  dans la Vire en limite d'Osmanville, Isigny-sur-Mer et Carentan-les-Marais, après avoir traversé 26 communes.
L'Elle, d'une longueur de 32 km, prend sa source dans la commune de Saint-Germain-d'Elle et se jette  dans la Vire sur la commune, après avoir traversé onze communes.

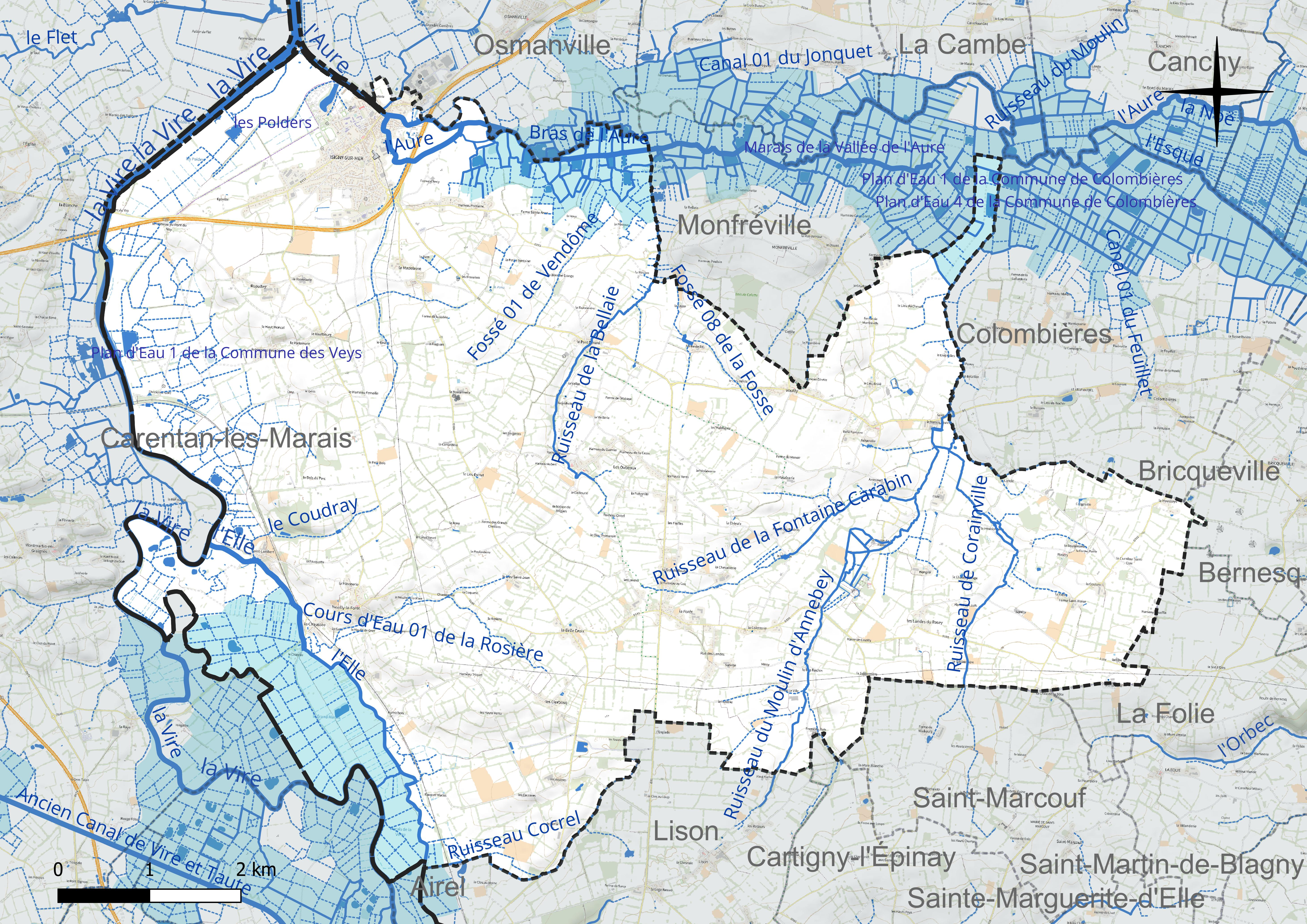
Réseau hydrographique d'Isigny-sur-Mer.

Trois plans d'eau complètent le réseau hydrographique : le plan d'eau 1 de la commune d'Isigny-sur-Mer (2,3 ha), le plan d'eau 2 de la commune d'Isigny-sur-Mer (3,1 ha) et les Polders (1,5 ha),.

### Climat
Pour des articles plus généraux, voir Climat de la Normandie et Climat du Calvados.
En 2010, le climat de la commune est de type climat océanique franc, selon une étude du CNRS s'appuyant sur une série de données couvrant la période 1971-2000. En 2020, Météo-France publie une typologie des climats de la France métropolitaine dans laquelle la commune est exposée à un climat océanique et est dans la région climatique Normandie (Cotentin, Orne), caractérisée par une pluviométrie relativement élevée (850 mm/a) et un été frais (15,5 °C) et venté. Parallèlement le GIEC normand, un groupe régional d'experts sur le climat, différencie quant à lui, dans une étude de 2020, trois grands types de climats pour la région Normandie, nuancés à une échelle plus fine par les facteurs géographiques locaux. La commune est, selon ce zonage, exposée à un « climat maritime », correspondant au Cotentin et à l'ouest du département de la Manche, frais, humide et pluvieux, où les contrastes pluviométrique et thermique sont parfois très prononcés en quelques kilomètres quand le relief est marqué.
Pour la période 1971-2000, la température annuelle moyenne est de 11,2 °C, avec  une amplitude thermique annuelle de 10,6 °C. Le cumul annuel moyen de précipitations est de 754 mm, avec 13,3 jours de précipitations en janvier et 7,2 jours en juillet. Pour la période 1991-2020, la température moyenne annuelle observée sur la station météorologique la plus proche, située sur la commune de Balleroy-sur-Drôme à 25 km à vol d'oiseau, est de 11,2 °C et le cumul annuel moyen de précipitations est de 924,3 mm,. Pour l'avenir, les paramètres climatiques de la commune estimés pour 2050 selon différents scénarios d'émission de gaz à effet de serre sont consultables sur un site dédié publié par Météo-France en novembre 2022.

## Urbanisme

### Typologie
Au 1er janvier 2024, Isigny-sur-Mer est catégorisée bourg rural, selon la nouvelle grille communale de densité à 7 niveaux définie par l'Insee en 2022.
Elle est située hors unité urbaine. Par ailleurs la commune fait partie de l'aire d'attraction d'Isigny-sur-Mer, dont elle est la commune-centre,. Cette aire, qui regroupe 5 communes, est catégorisée dans les aires de moins de 50 000 habitants,.
La commune, bordée par l'estuaire de la Vire, est également une commune littorale au sens de la loi du 3 janvier 1986, dite loi littoral. Des dispositions spécifiques d'urbanisme s'y appliquent dès lors afin de préserver les espaces naturels, les sites, les paysages et l'équilibre écologique du littoral, tel le principe d'inconstructibilité, en dehors des espaces urbanisés, sur la bande littorale des 100 mètres, ou plus si le plan local d'urbanisme le prévoit.

## Toponymie
Le nom de la localité est attesté dans les mentions [William de] Ysini vers 1150[réf. nécessaire], Isignie en 1195 (magni rotuli, p. 84), Ysigny en 1243 (charte du Plessis-Grimoult, p. 437), Isegny vers 1380 (L. Delisle, classes agricoles, p. 556), Isegneium et Isigneium en 1476 (cartulaire du Plessis-Grimoult), Ésigny en 1723.
Voir Isigny-le-Buat.
Isigny devient « Isigny-sur-Mer » en 1924.

## Histoire
L'histoire d'Isigny, bourg de moyenne importance, est intrinsèquement liée à l'activité économique locale. L'industrialisation de la transformation laitière s'y développe dès le début du XIXe siècle. La dynastie des Dupont d'Isigny crée plusieurs usines, où les fameux caramels d'Isigny seront créés. Puis ce sera la Coopérative laitière d'Isigny qui tiendra le haut du pavé[Quoi ?]. Parallèlement, les foires agricoles et les marchés feront d'Isigny un centre réputé.
Le port, souvent oublié, connut une activité importante : accueillant le petit cabotage, il permit de maintenir et de développer des activités commerciales et industrielles  (importation de bois du nord, exportation de beurre et de charbon de la mine de Littry). La pêche y tint un rôle important jusqu'à la fin des années 1970 (pêche aux moules, le fameux « Caïeu d'Isigny », et aux coques à partir de petites embarcations, les picoteux, armées par les pêcheurs du quartier des Hogues).

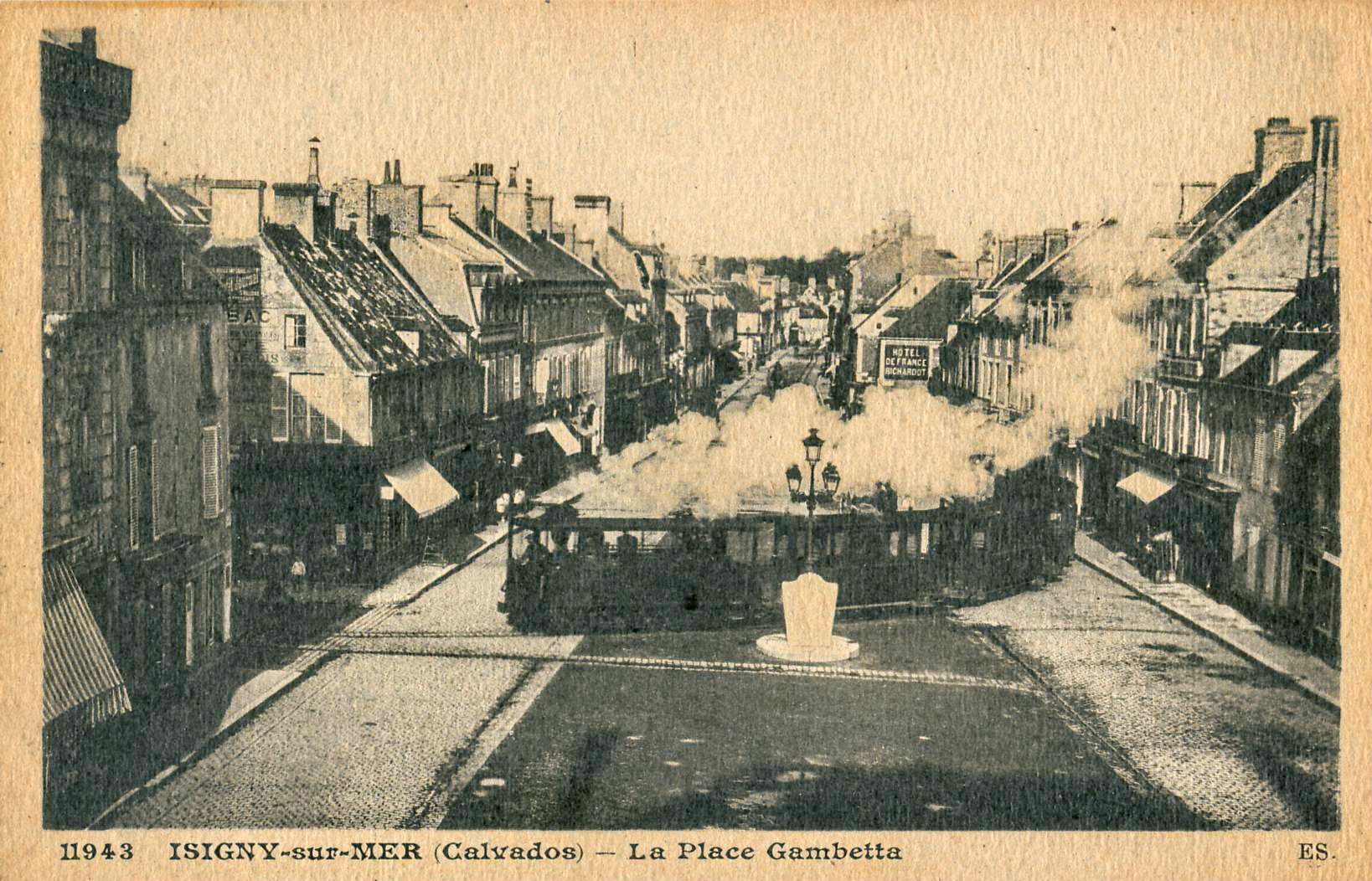
La ville fut desservie par les chemins de fer du Calvados, une compagnie de chemin de fer secondaire.

En 1924, Isigny devient Isigny-sur-Mer.
Détruite à plus de 60 % par deux vagues de bombardements le 8 juin 1944, Isigny fut presque entièrement reconstruite. Le général de Gaulle rendit visite à ses habitants le 14 juin 1944 et le 16 juin 1946.
La famille de Walt Disney serait originaire d'Isigny, le nom « d'Isigny » s'étant au fil des générations transformé en Disney.
Le 1er janvier 2017, les communes de Castilly, d'Isigny-sur-Mer, de Neuilly-la-Forêt, des Oubeaux et de Vouilly fusionnent pour former la commune nouvelle d'Isigny-sur-Mer par un arrêté préfectoral du 13 septembre 2016. Les communes de Castilly, d'Isigny-sur-Mer, de Neuilly-la-Forêt, des Oubeaux et de Vouilly deviennent des communes déléguées et Isigny-sur-Mer est le chef-lieu de la commune nouvelle.

## Politique et administration
| Période                                  | Période  | Identité        | Étiquette | Qualité                   |
| ---------------------------------------- | -------- | --------------- | --------- | ------------------------- |
| janvier 2017                             | En cours | Éric Barbanchon | UDI       | Technicien de laboratoire |
| Les données manquantes sont à compléter. |          |                 |           |                           |

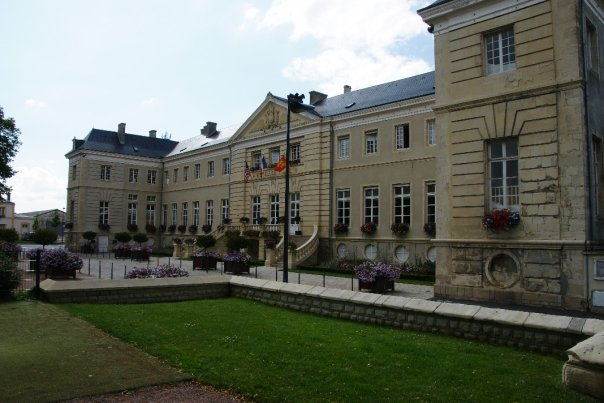
Mairie d'Isigny-sur-Mer.

Le conseil municipal est composé de vingt-neuf conseillers dont le maire et huit adjoints.
| Nom                    | Code Insee | Intercommunalité             | Superficie (km2) | Population (dernière pop. légale) | Densité (hab./km2) |
| ---------------------- | ---------- | ---------------------------- | ---------------- | --------------------------------- | ------------------ |
| Isigny-sur-Mer (siège) |            | CC Isigny-Grandcamp-Intercom | 17,44            | 2 488 (2021)                      | 143                |
| Castilly               | 14142      | CC Isigny-Grandcamp-Intercom | 12,20            | 287 (2021)                        | 24                 |
| Neuilly-la-Forêt       | 14462      | CC Isigny-Grandcamp-Intercom | 21,20            | 429 (2021)                        | 20                 |
| Les Oubeaux            | 14481      | CC Isigny-Grandcamp-Intercom | 4,27             | 220 (2021)                        | 52                 |
| Vouilly                | 14763      | CC Isigny-Grandcamp-Intercom | 6,33             | 146 (2021)                        | 23                 |

La commune appartient à la communauté de communes Isigny Omaha Intercom créée le 1er janvier 2017.

## Démographie
L'évolution du nombre d'habitants est connue à travers les recensements de la population effectués dans la commune depuis sa création.
En 2022, la commune comptait 3 549 habitants, en évolution de −2,93 % par rapport à 2016 (Calvados : +1,58 %, France hors Mayotte : +2,11 %).
| 2015  | 2016  | 2017  | 2022  |
| ----- | ----- | ----- | ----- |
| 3 674 | 3 656 | 3 639 | 3 549 |

## Économie

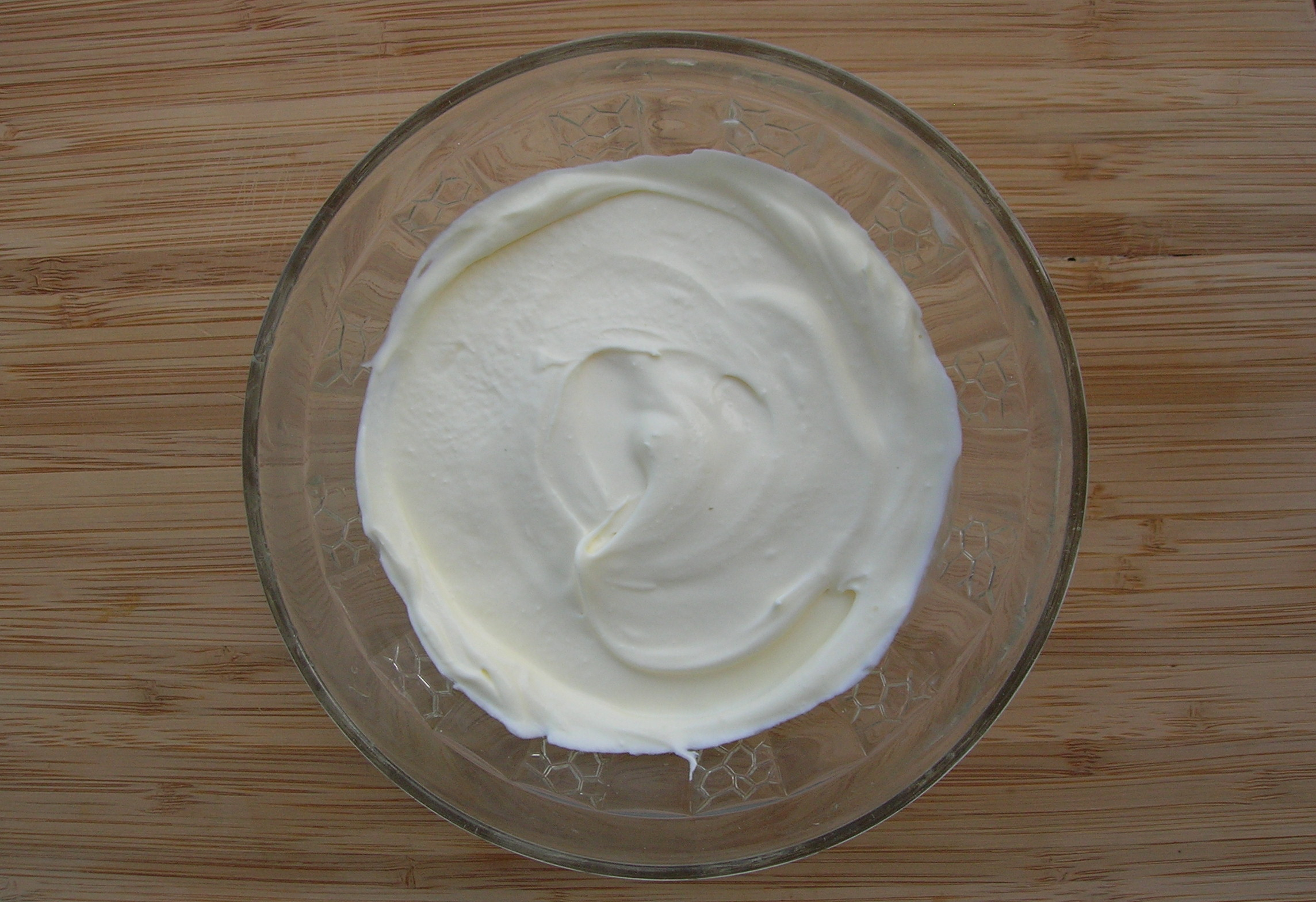
La crème d'Isigny.

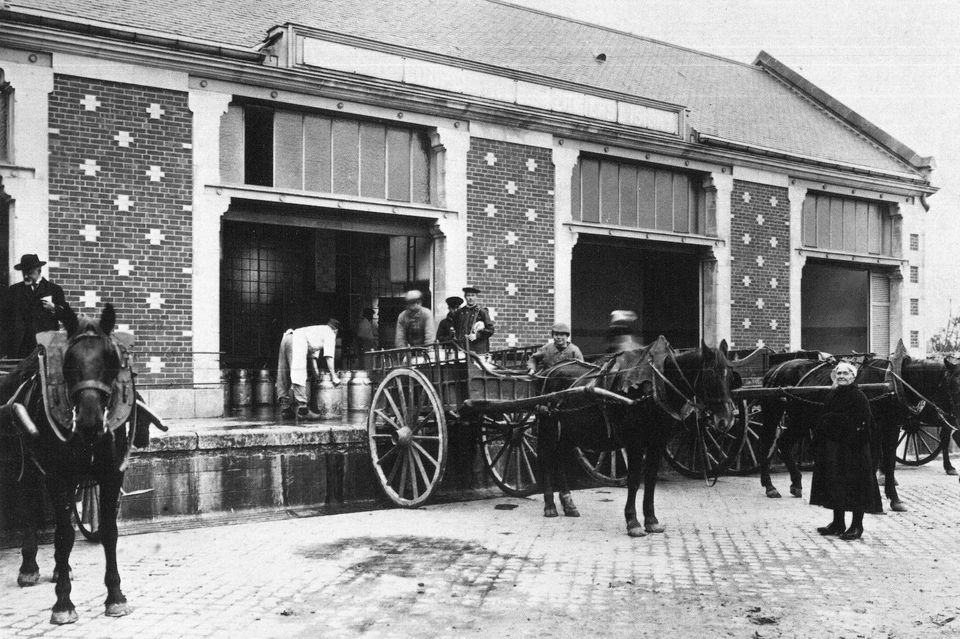
Une laiterie d'Isigny vers 1900.

Isigny est célèbre pour les produits du terroir fabriqués à partir du lait, comme le beurre et la crème qui bénéficient d'une AOP. On y fabrique aussi des fromages : mimolette, pont-l'évêque, camembert AOP, trésor d'Isigny, etc., notamment à la coopérative « Isigny Sainte-Mère ».
La commune est aussi connue pour ses confiseries, en particulier les caramels de la société Dupont d'Isigny.
Depuis la deuxième moitié du XXe siècle, l'ostréiculture est largement développée à proximité dans la baie des Veys (Isigny-sur-Mer).

## Culture locale et patrimoine

### Lieux et monuments
- Église Saint-Georges du XIIIe siècle.
- L'hôtel de ville se trouve dans un château du XVIIIe siècle, style Louis XVI.
- Église Saint-Roch d'Isigny-sur-Mer (XVIe siècle).
- Château de Castilly, du XVIIIe siècle, entouré d'un parc à la française classé de quatre hectares et de 1 200 mètres de douves.
- L'église Notre-Dame de Vouilly, a pour origine une chapelle sépulcrale appartenant à un cimetière mérovingien au VIe siècle. L'édifice actuel date du VIIIe siècle, remanié aux XIIe, XIIIe et XIXe siècles. L'église fut fortifiée pendant la guerre de Cent Ans.
- Église de la Nativité-de-Notre-Dame de Castilly.
- Le château de Vouilly date du XVIIe siècle, jardins à la française.
- Église Sainte-Marie-Magdeleine du XIIe siècle des Oubeaux. L'édifice d'origine, d'orientation classique est-ouest, est devenu au XIXe le transept d'une nef orientée nord-sud, munie d'un clocher.
- Fromagerie au lieu-dit de la Chevallerie aux Oubeaux.
- Château[51] du XIe siècle d'architecture normande. Il appartenait à Odon, frère de Guillaume le Conquérant.
- Église Notre-Dame-de-l'Assomption de Neuilly-la-Forêt.
- Église de l'Assomption-de-Notre-Dame de Mestry.
- Église Sainte-Marie-Magdeleine des Oubeaux.
- L'ancien terrain d'aviation[52] : construit en 1944 par l'armée américaine, le terrain d'aviation dans son temps (plus de 200 hectares) a vu plus de 100 avions parqués sur son sol. Ces avions ont joué un rôle important dans les bombardements de Falaise-Argentan, là où étaient stationnés de nombreux équipements et troupes allemands.
- La ferme des Carrières (ancienne ferme de la Résistance) à Neuilly-la-Forêt : Jean Picot s'installe dans la ferme en septembre 1939, il refuse l'humiliation de la défaite et répond à l'appel de général de Gaulle. Il met rapidement sa ferme à la disposition de prisonniers et résistants et mène de nombreuses missions. Après la libération d'Isigny-sur-Mer et des communes alentour, Jean Picot met sa ferme à la disposition de l'armée américaine pour des missions périlleuses derrière les lignes de l'ennemi. Jean Picot a été récompensé par la croix de guerre et la médaille de la Résistance. Une grande partie de la ferme fut détruite lors de la tempête du 26 décembre 1999.
- La chapelle Saint-Roch fut construite en 1514 par Guillaume Verdery en bonne foi afin d'avoir sauvé son père de la peste[53]. Elle fut abandonnée puis restaurée en 1951 afin d'accueillir des pièces d'art.
- Monument Signal, commémorant la libération de la ville. Il est situé sur la place du Général-de-Gaulle. Il est inauguré en 1957. Il fait partie d'une série de monuments semblables, portant le même titre, situés dans les communes où le Débarquement de 1944 eut lieu.

#### Patrimoine disparu

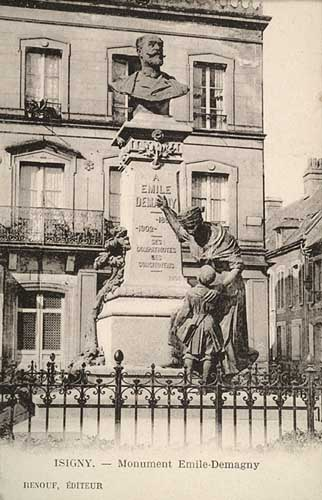
Buste d'Émile Demagny.

- Buste en bronze représentant Émile Demagny. Le monument était situé sur la place Gambetta, depuis rebaptisée place du Général-de-Gaulle. Réalisé par Léopold Bernstamm, il est inauguré en 1922. Le monument était entouré d'une grille. Sous le régime de Vichy, le buste et l'allégorie devant le piédestal sont déboulonnés et fondus, dans le cadre de la mobilisation des métaux non ferreux. Le piédestal est resté vide.
- Buste en bronze de Charles Boutrois. Il est réalisé par Alexandre Descatoire et inauguré en 1929. Sous le régime de Vichy, il est déboulonné et fondu, dans le cadre de la mobilisation des métaux non ferreux. Jean Boutrois écrit en vain au maréchal Pétain pour demander d'épargner le buste de son père Charles. Le piédestal est resté vide.

### Activité et manifestations

#### Sports
L'Étoile sportive d'Isigny-sur-Mer fait évoluer deux équipes de football en divisions de district.
Loisir pour tous Isigny, association de basket-ball, comprend des équipes jouant à un niveau départemental.
Un club de tennis de table, né de la fusion entre les clubs originels d'Isigny-sur-Mer et Saint-Pellerin, regroupent des joueurs de tout âge.

#### Jumelages
Isigny-sur-Mer est jumelée avec :
- Kingsbridge (Royaume-Uni) depuis 1961 ;
- Weilerbach (Allemagne) depuis 1986.

### Personnalités liées à la commune
- Jean-Baptiste Delauney (1752 à Isigny -1831), homme politique, député du tiers-état du bailliage de Caen aux états généraux.
- Émile Demagny, haut fonctionnaire, conseiller d’État, secrétaire général du ministère de l’Intérieur, secrétaire général de la Légion d’honneur, natif de la ville.
- Louis Énault (1824 à Isigny - 1900), journaliste et romancier.
- Jean Lion (né en 1933 à Isigny-sur-Mer), footballeur professionnel.
- Alain Hopquin (né en 1952), footballeur professionnel, résidant à Isigny jusqu'à son départ pour Lens.
- Jean-Noël Levavasseur (né en 1965), journaliste et écrivain, a grandi à Isigny-sur-Mer.
- Stéphane Allagnon (né en 1967), réalisateur de cinéma, a grandi à Isigny-sur-Mer.
- Les ancêtres de Walt Disney seraient originaires de cette bourgade avant de partir pour l'Angleterre ; Disney — prononcé /ˈdɪzni/ — serait l'anglicisation de d'Isigny. Un bas-relief du Château de la Belle au bois dormant des parcs d'attractions et sur le drapeau du château des génériques des films Disney se trouve le blason de ces ancêtres.[pas clair] Cette découverte a été faite par des héraldistes quand Walt Disney a voulu ajouter un emblème à ces châteaux[55],[56].

### Héraldique
| Armes d'Isigny-sur-Mer | Les armes de la commune d'Isigny-sur-Mer se blasonnent ainsi : D'azur au chevron d'argent accompagné en chef de deux ancres du même et en pointe d'un bœuf d'or, au chef parti au I de gueules à la mitre d'or et au II palé d'or et de gueules. |